# Treinkaping bij De Punt
De treinkaping bij De Punt is een kaping van de intercity Assen-Groningen die plaatsvond van 23 mei tot 11 juni 1977 en werd gepleegd door negen gewapende Zuid-Molukkers ter hoogte van het dorp De Punt in de provincie Drenthe. De kaping werd beëindigd met een beschieting door de Bijzondere Bijstandseenheid (BBE), gevolgd door een bestorming door de BBE-Mariniers, gesteund door de Koninklijke Luchtmacht. Deze actie kostte twee gegijzelden en zes kapers het leven.

## Context
De Zuid-Molukkers kwamen in 1951 voor een tijdelijk verblijf naar Nederland, met de belofte van de Nederlandse regering dat zij op de Molukken hun eigen staat zouden kunnen stichten. Zij verbleven in kampen, waaronder Kamp Vught en Schattenberg, onder meestal matige tot slechte omstandigheden. Nadat zij een generatie – ruim 25 jaar – hadden gewacht op de inlossing van de beloften van de Nederlandse regering, wilden enkelen van de jongere generatie hun situatie niet meer accepteren en gingen over tot gewelddadige acties.
Dit was de tweede van de twee treinkapingen in de Nederlandse geschiedenis, na de kaping gedurende twaalf dagen in december 1975 bij het Drentse dorp Wijster van de stoptrein Groningen – Zwolle, eveneens door jonge Zuid-Molukkers.

## Verloop

### Begin
Negen gewapende Molukkers tussen de 17 en 27 jaar stapten op in station Assen met een enkeltje naar station Groningen.
Dit waren: Max Papilaja, Ronnie Lumalessil, George Rumahmory, Minggus Rumahmory, Mateus Tuny, Junus Ririmasse, Andreas Luhulimaen, Marcus (Rudi) Lumalessil en Hansina Uktolseja.
Tussen station Assen en station Haren werd aan de noodrem getrokken. De trein kwam om negen uur 's morgens tot stilstand in een bocht bij De Punt, niet ver van de spoorwegovergang te Glimmen in de provincie Groningen. De hoofdconducteur en machinist werden onder bedreiging van een vuurwapen gesommeerd de trein te verlaten. Kort daarna mochten 40 reizigers de trein verlaten. De overige 54 reizigers werden gegijzeld.
Tegelijkertijd begonnen vier Zuid-Molukkers met de gijzeling van de openbare lagere school in Bovensmilde waarbij 105 kinderen en 5 onderwijzers gegijzeld werden. Met deze acties wilden ze de Nederlandse regering dwingen zich in te zetten voor een onafhankelijke Republiek der Zuid-Molukken. Bovendien eisten ze de vrijlating van 21 Zuid-Molukse gevangenen. Als deze eisen niet voor 25 mei 14:00 uur zouden worden ingewilligd, zouden de trein en de school worden opgeblazen. De Nederlandse regering liet weten pas over het ultimatum te willen praten als alle kinderen zouden zijn vrijgelaten.

### Crisisteam
Het demissionaire kabinet-Den Uyl vormde een crisisteam, waarin naast minister-president Den Uyl ook minister van Justitie Van Agt en minister van Binnenlandse Zaken De Gaay Fortman, zitting hadden. Van Agt bleek voorstander van een harde aanpak, terwijl de anderen voorstander waren van onderhandelingen.
Voor 25 mei stonden de verkiezingen voor de Tweede Kamer gepland. De lijsttrekkers besloten de verkiezingscampagne te staken maar de verkiezingen te laten doorgaan. Den Uyl zei hierover: "Enkele tientallen mensen mogen ons niet afbrengen van de weg van onze eigen parlementaire democratische orde waarin de verkiezingen thuishoren."
Na het verstrijken van het ultimatum kwamen nieuwe eisen: een vrije aftocht per vliegtuig vanaf Schiphol met de 21 Zuid-Molukse gevangenen, vijf gijzelnemers en de vijf leerkrachten. Met behulp van afluisterapparatuur was de overheid te weten gekomen dat de gegijzelden op dat moment geen gevaar liepen, waarop minister Van Agt ook dat ultimatum liet verstrijken.

### Bemiddelaars
Mevrouw J. Soumokil-Taniwel (de weduwe van de in Indonesië geëxecuteerde president van de Zuid-Molukken Chris Soumokil) en huisarts H. Tan speelden een rol als bemiddelaars tussen de kapers en de Nederlandse regering. Dr. Tan werd uiteindelijk vervangen door de Molukse huisarts en latere president van de Republik Maluku Selatan (RMS) in ballingschap, Frans Tutuhatunewa.
Als gevolg van een ziekte in de school werd besloten de kinderen vrij te laten maar de leerkrachten bleven gegijzeld. Volgens bemiddelaar Tutuhatunewa was er tijdens zijn bezoek aan de trein geen sprake van een slechte gezondheid bij de gegijzelden. Desondanks speelde de slechte gezondheid van de gegijzelden mee bij het besluit om de trein te bestormen.
Volgens een verslag van De Gaay Fortman: "Even voor vier uur belde ik Dries uit het Catshuis. Hij verzekerde mij dat de volgende ochtend een eind aan de gijzeling zou worden gemaakt. (...) Wat mij betreft had hij groot gelijk. De toestand in de trein was onhoudbaar, de hygiënische omstandigheden waren allerverschrikkelijkst. De mensen werden steeds meer prikkelbaar en agressief. Er waren al doden (in 1975) gevallen, er waren mensen in koelen bloede geëxecuteerd."

### Voorbereiding van de aanvallen
Er werd een aanvalsplan opgesteld. Vluchtende en zich overgevende gijzelnemers zouden daarbij niet opzettelijk worden gedood, maar de mogelijkheid dat alle gijzelnemers zouden omkomen werd niet uitgesloten.
De locatie van de gijzelnemers en gegijzelden in de trein was tijdens de bijna drie weken durende actie zo goed mogelijk bepaald. Al de eerste nacht plaatsten mariniers afluisterapparatuur onder de trein en ook in de trein was afluisterapparatuur aanwezig die was binnengebracht met kratten etenswaren en andere benodigdheden. In het Nationaal Archief bevinden zich zogenaamde 'bewegingsdiagrammen' waarin van uur tot uur wordt weergegeven waar Molukkers en gegijzelden zich precies bevonden. De nacht voor de aanval werden er ook warmtebeelden van de trein gemaakt om te verifiëren of de gegijzelden en de Molukkers zich nog op dezelfde plaatsen bevonden. In het Nationaal Archief bevindt zich ook een lijst waarop dat vermeld staat. De Molukkers worden aangeduid als 'opponent'. Er wordt exact beschreven wie zich achter welk raam of welke deur bevond. Air Mata Kebenaran, het rapport van Beckers en Ririmasse, haalde deze lijst boven water.

### De aanvallen
Zaterdag 11 juni 1977, om ongeveer 5.00 uur, bijna drie weken na het begin van de kaping, voerden precisieschutters van de BBE Krijgsmacht, bijgestaan door mitrailleurschutters, een intensieve beschieting uit op de compartimenten van de trein waarvan het sterke vermoeden bestond dat zich daarin alleen gijzelnemers zouden bevinden, om in ieder geval te verhinderen dat deze naar de gegijzelden toe zouden gaan. Naar achteraf bleek was er een balkon waar zich tegen de verwachting in twee gegijzelden bevonden. Een daarvan, de twintigjarige Ansje Monsjou, kwam zo om het leven.
De beschieting gaf bovendien mariniers van de BBE dekking om de trein door het open landschap te kunnen naderen en binnendringen. Tijdens de beschieting vonden er – voor een schrikeffect – schijnaanvallen plaats door drie keer in groepjes van twee laag over te vliegen met zes Starfighter-straaljagers van de Koninklijke Luchtmacht met oorverdovend brullende naverbranders. Tijdens deze schijnaanvallen simuleerde een kikvorsteam inslagen van vliegtuigbommen door explosieven naast de trein tot ontploffing te brengen. Onder dekking van het precisievuur en de schijnaanvallen naderden vijf mariniersgroepen achter elkaar aan lopend de trein vanuit noordelijke richting via het talud van het spoor. Nadat het vuren door de precisieschutters was gestopt, forceerden de mariniers deuren door het plaatsen en detoneren van springramen (in één geval lukte dat niet en werd een raam ingeslagen), waarop zij de trein binnendrongen. Het optreden van de mariniers in de trein werd bemoeilijkt door de smalle gangen, de verduisterde ramen en de scheve stand van de trein.
In de coupé van de vrouwelijke gegijzelden, waar ook de veertigjarige man Rien van Baarsel sliep, stormde gijzelnemer Marcus Rudie Lumalessil bewapend met een uzi-pistoolmitrailleur binnen om, zoals hij achteraf verklaarde, alle gegijzelden neer te schieten. Hij verwondde daarbij een gegijzelde. Een marinier beschoot hem vervolgens maar trof daarbij Van Baarsel, die was opgestaan, dodelijk. De overige 49 treinreizigers konden worden bevrijd.
Bij de bestorming werd kaapster Hansina Uktolseja geraakt door verschillende kogels. Het aantal kogels is onderwerp van controverse (aantallen van 8 tot 128 worden genoemd). In het boek De Molukse Acties van Peter Bootsma verklaart BBE-er 'Rinus' dat hij de gewonde Uktolseja "van vlakbij nog een keer met mijn uzi" doodschoot, omdat ze een dreiging vormde en hij niet direct kon vaststellen of ze op dat moment gewapend was. Een overheidsrapport uit 2014 stelt dat deze marinier (hij wordt in dit rapport 'de revolverschutter' genoemd) minstens drie keer moet hebben geschoten. Volgens Junus Ririmasse en Jan Beekers is ze door revolverschoten om het leven gekomen en is geen uzi-munitie in haar lichaam aangetroffen.
Een regeringsrapport uit 1977 verklaarde dat er geen schot was gelost op een kaper die zich niet door middel van een vuurwapen verzette. In het onderzoeksrapport Air Mata Kebenaran van Jan Beckers en Junus Ririmasse werd de conclusie getrokken dat dit op onwaarheid berustte. Het verslag van het archiefonderzoek uit 2014 van Justitie en Defensie bevestigt deze conclusie. Nog vijf kapers kwamen door kogels van de BBE of mariniers om het leven, de leider Max Papilaja, Ronnie Lumalessil, George Matulessy, Minggus Rumahmory en Mateus Tuny. Junus Ririmasse en Andreas Luhulima werden overmeesterd door de mariniers. Geen van de Molukse actievoerders heeft zich overgegeven, zo blijkt uit de processen-verbaal van de verhoren van hen uit 1977. Marcus (Rudi) Lumalessil werd na een schotenwisseling overmeesterd.
De daadwerkelijke actie duurde iets meer dan tien minuten: acht minuten beschieting op afstand en drie minuten actie van mariniers in de trein, inclusief het geforceerd binnenkomen.
Er is hollow point-munitie gebruikt om bij het treffen van een gijzelnemer het risico van het vervolgens treffen van een erachter aanwezige gegijzelde te voorkomen. Volgens het regeringsrapport was en is deze munitie volgens internationale verdragen weliswaar verboden in geval van oorlog of een gewapend conflict, maar met speciale toestemming van de regering wel toegestaan bij een actie als deze, die geldt als politieoptreden. Het feit dat de politie daarbij wordt ondersteund door de Krijgsmacht en dat het misdrijf waaraan een einde wordt gemaakt politiek is gemotiveerd doet daaraan niet af.
Tegelijkertijd werd de school met gepantserde voertuigen geramd, waarop de gijzelnemers daar zich zonder verzet overgaven en de gegijzelde leerkrachten werden bevrijd.
Tijdens de persconferentie na de bestormingen zei Den Uyl: "Dat geweld nodig was om een einde te maken aan de gijzeling ervaren wij als een nederlaag".

## Nasleep
Er is van afgezien de gijzelnemers de dodelijke gevolgen van de beëindiging van de gijzeling ten laste te leggen. Daar waren meerdere redenen voor - onder meer de wenselijkheid dat de betrokken mariniers anoniem zouden blijven, wegens het risico van wraakacties vanuit (militante) delen van de Molukse gemeenschap. Bij de rechtbank in Assen werd de drie overlevende kapers alleen wederrechtelijke vrijheidsberoving en verboden wapenbezit ten laste gelegd. Bij de rechtszaak kwam de wijze van beëindiging van de gijzeling niet aan de orde.
Voor de genoemde delicten kregen de gijzelnemers een celstraf van zes tot negen jaar. Naast de gijzelnemers stond ook Mezack Johannes Patty terecht. Patty zou volgens het plan meedoen aan de gijzelingen, maar kwam uiteindelijk niet opdagen. Toen hij op de ochtend van de gijzeling wakker werd kon hij naar eigen zeggen zijn benen niet meer bewegen. Hij werd wegens medeplichtigheid aan de beide acties (ter beschikking stellen van een pistool met munitie) veroordeeld tot een gevangenisstraf van één jaar.
De vasthoudende opstelling van de gijzelnemers op 10 juni zou volgens de regering verklaard kunnen worden door een gegeven dat pas na de beëindiging van de gijzeling bekend werd. In de kleding van een van de gijzelnemers werd toen een briefje aangetroffen dat door mevrouw Soumokil tijdens haar tweede bezoek op 9 juni aan de gijzelnemers in de trein was overhandigd. Dat briefje hield onder meer in een oproep om vol te houden en aan de eisen vast te houden en de mededeling dat Benin alle gijzelnemers zou willen ontvangen en dat de 21 Molukse gedetineerden van wie de gijzelnemers de vrijlating eisten met hen mee wilden. De marxistisch-leninistische Volksrepubliek Benin was destijds het enige land ter wereld dat de RMS had erkend.
In 2000 verscheen de documentaire Dutch Approach over dit gijzelingsdrama. Aan de documentaire werd meegewerkt door gegijzelden, gijzelnemers en andere betrokkenen. In 2009 verscheen het televisiedrama De Punt.
In 2012 was minister Hillen van Defensie van plan om aan de militairen die in 1977 een einde maakten aan de treinkaping een insigne te geven. Dit voorstel is ingetrokken, maar de militairen hebben wel de veteranenstatus gekregen.
De stelling dat de gedode gijzelnemers door een 'kogelregen' zijn getroffen, werd door opeenvolgende ministers ontkend. Dit is nader bekeken. De aantallen wonden en in het lichaam aangetroffen projectielen waren respectievelijk: Matheus Tuny 15, 5, Hansina Francina Uktolseja 40, 4, Max Johny Papilaja 17, 3, George Alexander Matulessy 28, 7, Ronald Lodewijk Paulus Lumalessil 13, 3, Domingoes Rumamory 33, 14. De meeste kogels verlieten het lichaam weer en veroorzaakten daarbij dus ten minste twee verwondingen, namelijk een in- en uitschotwond. Het is mogelijk dat een kogel die het lichaam verlaat na afketsing tegen bijvoorbeeld een wand opnieuw het lichaam verwondt of binnendringt. Bovendien is het mogelijk dat door de beschieting van de trein delen van de metalen wand of andere harde materialen als secundaire projectielen de lichamen hebben geraakt. Hierdoor was het onmogelijk om uit de autopsierapporten af te leiden door hoeveel kogels elk van de gijzelnemers afzonderlijk was geraakt.
Naar aanleiding van een onderzoek naar de toedracht bij de beëindiging van de treinkaping, uitgevoerd door de onderzoeksjournalist Jan Beckers in samenwerking met betrokken gijzelnemer Junus Ririmasse, stelde de Tweede Kamer vragen aan de regering, waarop deze een archiefonderzoek liet doen dat in november 2014 werd gepubliceerd en openheid gaf over de operationele details van de bevrijdingsactie.

### Aanklacht
Medio 2014 werd bekend dat de nabestaanden van twee kapers de Staat aanklaagden. Eind 2015 werd de dagvaarding verstuurd door de advocaat van de nabestaanden, Liesbeth Zegveld. Het gaat om de kapers Max Johny Papilaja en Hansina Francina Uktolseja. Zegveld meende dat er voldoende bewijs was dat de kapers van dichtbij zijn geëxecuteerd. De zaak diende in november 2016 en op 1 februari 2017 werd een tussenvonnis uitgesproken waarin werd bepaald dat de mariniers die betrokken waren bij de bestorming van de gekaapte trein moeten worden gehoord als getuigen.
Op 28 januari 2017 stond er een interview in De Telegraaf, waarbij de drie voor de bevrijdingsactie verantwoordelijke commandanten van de mariniers voor het eerst sinds 40 jaar commentaar leverden.
In mei 2017 werd op last van de rechtbank de transcriptie vrijgegeven van geluidsopnames in en rond de trein, die met het opschrift 'confidentieel' waren gearchiveerd door het Nederlandse Instituut voor Militaire Historie. Op deze geluidsopnamen spreekt een marinier over een 'genadeschot' voor een gijzelnemer, een ander over 'kapotgeschoten'. Op de opmerking van een commandant 'Deze is dood' antwoorden mariniers lachend: 'Ja, nu wel.' Volgens Zegveld duiden deze opmerkingen op executies door militairen. Een woordvoerder van het ministerie van Defensie stelde daarentegen: 'Uit de opnamen blijkt niet dat er onrechtmatig is opgetreden.'
In mei 2018 meldden zich drie oud-officieren als nieuwe getuigen. Zij bevestigden dat militairen de instructies hadden gekregen om de treinkapers om het leven te brengen. De advocaat van de nabestaanden vond hierop dat vier commandanten van de bevrijdingsactie onder ede verhoord moesten worden, evenals oud-generaal Henk van den Breemen en oud-minister van Justitie Van Agt. Op 25 juli 2018 wees de rechtbank Den Haag vonnis: er kwamen geen nadere verhoren en de eis tot schadevergoeding werd afgewezen.
In 2021 kwam het Gerechtshof in hoger beroep tot dezelfde conclusie. Daarbij werd ook rekening gehouden met de voorgeschiedenis: zowel bij de kaping in Wijster als bij de overval op de ambassadeurswoning in Wassenaar en op het Indonesisch consulaat maakten de Molukkers dodelijke slachtoffers en bij De Punt hadden ze ook met geweld gedreigd.

## Betrokken treinstel

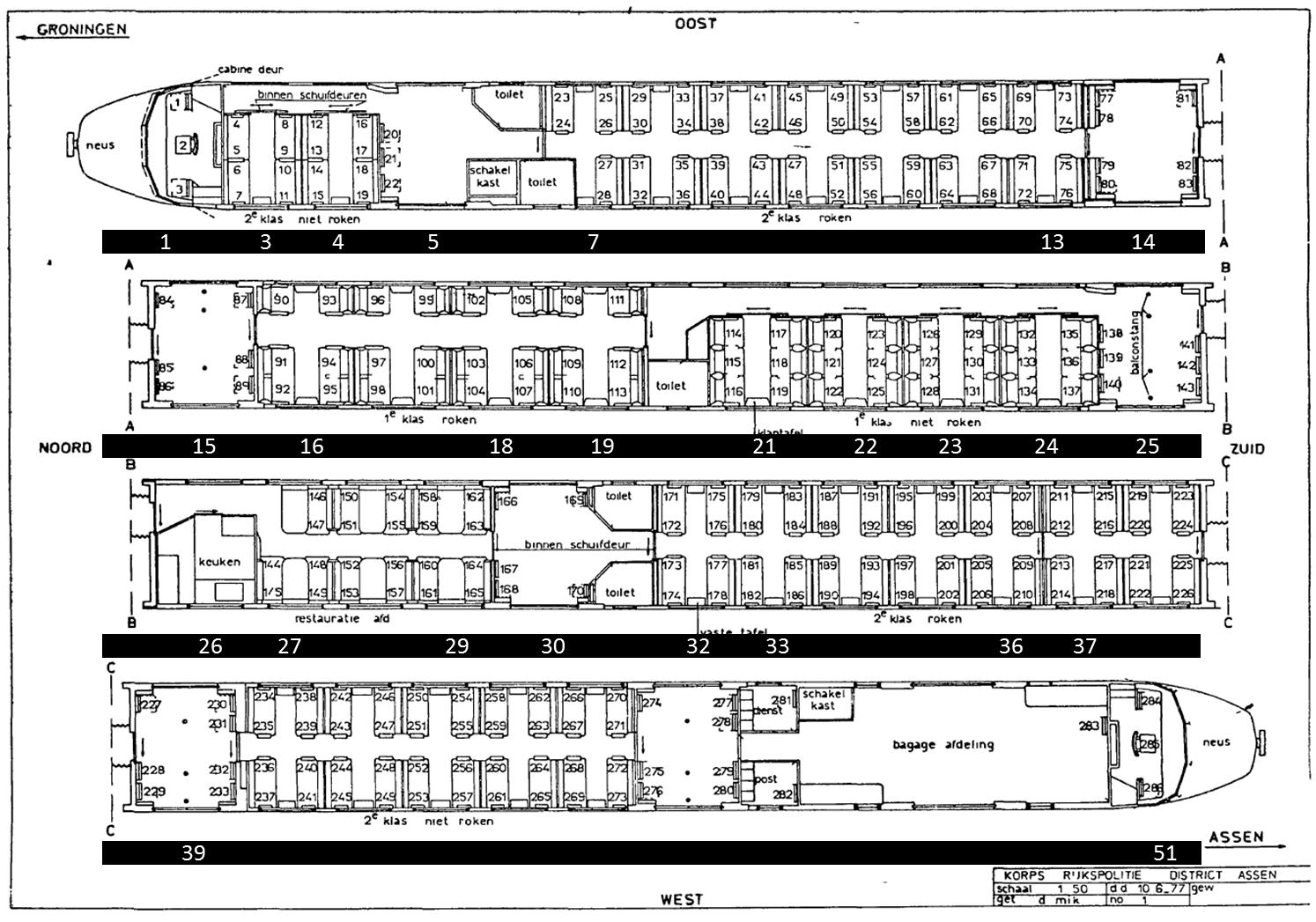
Treinstel 747

De gekaapte trein was de vierdelige Hondekop 747. De gijzelnemers gebruikten het nummer 747 als codenaam van hun operatie en het nummer was dan ook bij het publiek bekend. Het treinstel was bij de beschietingen doorzeefd met kogels en om ethische redenen werd overwogen het te slopen. NS kampte echter met materieeltekort en dus werd het treinstel toch hersteld en aanvankelijk met hetzelfde nummer weer in dienst gesteld. Het nummer werd door de passagiers herkend en riep associaties met de kaping op. Daarom werd het tijdens een opknapbeurt in 1991 veranderd in 758. Twee jaar later werd het treinstel terzijde gesteld en vervolgens gesloopt.
Voor opnamen voor een film en documentaire over deze treinkaping werd de vierdelige Hondekop 766 gebruikt met geschilderde 'schietgaten'.

## Bijzonderheden
- Onder de gegijzelden bevond zich de latere burgemeester van Utrecht Annie Brouwer-Korf; destijds enkele weken zwanger. Zij werd op 5 juni met nog twee gegijzelden vrijgelaten.
- Een van de Starfighter-vliegers was de latere Chef Defensiestaf Dick Berlijn.
- Het radioverslag van Cees Gravendaal van de bevrijdingsactie werd in november 2019 genomineerd voor een plaats op de Onvergetelijke Luisterlijst met hoogtepunten uit 100 jaar Nederlandse radio.